# Tipula (Acutipula) meliuscula
Tipula (Acutipula) meliuscula is een tweevleugelige uit de familie langpootmuggen (Tipulidae). De soort komt voor in het Afrotropisch gebied.